# Берикян, Филарет Арсенович
Филаре́т Арсе́нович Берикя́н (арм. Ֆիլարետ Բերիկյան; род. 17 ноября 1951, Ахалкалаки, Грузинская ССР) — армянский политический и государственный деятель.
- 1969—1974 — Ереванский государственный университет. Математик.
- 1974—1977 — работал инженером на кафедре математики Ереванского политехнического института.
- 1977 — инженер филиала НА математики «Энергия», а с 1977—1980 — инженер НА математики «Алгоритм».
- 1980—1988 — работал в центральном статистическом управлении Армянской ССР, заместителем руководителя отдела главного счётного центра, а затем руководитель того же отдела.
- 1988—1990 — работал инженером.
- 1990—1994 — заместитель начальника государственного управления по специальным программам Армении.
- 1994—1999 — советник в центре стратегических исследований Армении.
- 1996—1999 — член ЦИК Армении.
- 1999—2000 — советник министра по оперативным вопросам Армении.
- 2000—2003 — был депутатом парламента. Член постоянной комиссии по обороне, внутренним делам и национальной безопасности. Член правления «НДП».
- 2003 — 2017 заместитель министра труда и социального обеспечения Армении.
- 24 января 2017  года решением премьер-министра Армении Карена Карапетяна освобождён от обязанностей заместителя министра труда и социальных вопросов РА